# Прапор Торецька

Прапор Торецька

Прапор Торецька — прапор міста Торецька Донецької області, розроблений ВАТ «Інтерхобітехніка» (місто Донецьк) та затверджений рішенням сесії Торецької міської ради від 25 червня 2003 року за № 4/11-7.
Прапор являє собою стяг із трьох рівновеликих горизонтальних смуг зеленого, червоного і чорного кольорів зі співвідношенням сторін — 2:3. У центрі прапора поверх смуг зображена золота фреза вугільного комбайна із чорним шестикутником, на який покладені навхрест золоті молот і обушок. Шестикутник оточений блакитним бензольним кільцем.
Зелений колір — символ надії, радості, достатку, він також символізує багату рослинність в місті. Чорний колір — поклади кам'яного вугілля в Донбасі, видобуток якого — один із видів зайнятості трудового населення міста Торецька. Червоний колір — символ мужності та козацької звитяги. Золота фреза в сукупності з покладеним навхрест молотом і обушком в центрі щита, з одного боку, кажуть про вугільні шахти міста, а, з іншого боку, символізують вугільне машинобудування (Новгородський машинобудівний завод та завод «Сенсор»). Бензольне кільце — символ хімічної промисловості, представлену Дзержинським фенольним заводом.

## Прапор до 2003 року

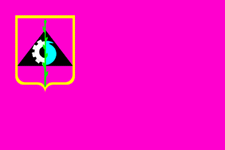
Прапор Дзержинська до 2003 року

Перший прапор Дзержинська розроблений архітектором Тетяною Михайлівною Кравченко, схвалений рішенням виконавчого комітету Дзержинської міської Ради народних депутатів (протокол № 16 від 17 січня 1996 року) та затверджений рішенням Дзержинського міської Ради народних депутатів (протокол № 11 від 19 квітня 1996 року).
Темно-червоний колір символізує історичне минуле Дзержинська. У верхньому лівому кутку розміщено герб міста (також діяв до 2003 року). Символ герба включає чорний, блакитний, малиновий, срібний і зелений кольори. Чорний — символ багатства надр та родючості ґрунтів, зелений — зростання, оновлення, молодості, срібний колір — колір мудрості.